# 3502 Huangpu
3502 Huangpu eller 1964 TR1 är en asteroid i huvudbältet som upptäcktes den 9 oktober 1964 av Purple Mountain-observatoriet i Nanjing, Kina. Den är uppkallad efter stadsdelen Huangpu i Shanghai.
Asteroiden har en diameter på ungefär 22 kilometer och den tillhör asteroidgruppen Themis.